# Kasteelmolen (Opitter)
De Kasteelmolen, ook Vinckemolen of Molen van Aken genaamd, is een watermolen op de Itterbeek te Opitter, welke gelegen is tegenover het Kasteelpark Opitter, aan Opstraat 14. De molen fungeerde als korenmolen.
De naam Kasteelmolen heeft de molen verkregen vanwege de nabijheid van het voormalige kasteeltje te Opitter, maar tot dit kasteeltje heeft de molen nooit behoord.
Het is niet zeker wanneer de molen is opgericht. In een hergebruikte balk is de inscriptie Anno 16.. te vinden, waaruit geconcludeerd zou kunnen worden dat de molen reeds in de 17e eeuw bestond. De eerste schriftelijke bevestiging is uit 1775, toen de molen op de Ferrariskaarten werd afgebeeld.
Het huidige molengebouw stamt uit de 19e eeuw en werd nog vergroot in 1885 en 1896. In 1963 werd de molen buiten bedrijf gesteld en ingericht als woning, maar het mechanisme bleef behouden. In 2010 werd het stalen onderslagrad vernieuwd en gewijzigd.
De molen geniet geen bescherming. Ze is in particulier bezit. Er bestaan plannen om de molen uitwendig te renoveren.